# 社会新報
『社会新報』（しゃかいしんぽう）は、日本社会党とその後継・社会民主党の中央機関紙。

## 起源
『社会新報』の前史には、1945年11月2日の日本社会党結党直後に党機関紙として発行された『社会新聞』、1951年の左右分裂後、左派社会党の準機関紙として発行された『社会タイムス』がある。
日本社会党の最初の党機関紙『社会新聞』は、最初『日本社会新聞』として、1946年1月から1952年3月まで発行され、月刊（ブランケット判2ページ）で発刊された。まもなく『社会新聞』と改称し、週刊化の上、有料化された。この『社会新聞』は、党組織の事業とは別の独立採算制の経営によるもので、最盛期には週2回刊、4ページで、発行部数17万部に達したこともあった。
もう一方の『社会タイムス』は、左右分裂後に左派社会党の機関紙として発行された『党活動』（1951年11月1日『党活動資料』として創刊、1952年3月10日付から『党活動』に改題）が準機関紙『社会タイムス』（日刊、ブランケット判4ページ）へと継承された。左派社会党と総評が協力して学者・文化人を結集し、株式会社社会タイムス社を設立した。社会タイムス社の社長に青野季吉文芸家協会会長、専務に江田三郎、取締役に社会学者の清水幾太郎、総評の高野実事務局長ら、監査役に鈴木茂三郎委員長がそれぞれ就任。初代の編集長を清水が務めた。レッドパージで新聞社を追われた記者や当時の進歩的知識人が多く編集に携わった。しかし、日刊『社会タイムス』は、編集体制の不十分さや編集方針が党や総評と食い違うことがあったこと、販売網の不完全さなどが起因して資金難に陥り、1954年5月に、左右社会党統一を待つことなく2年2か月間の歴史に幕を閉じた。
これが1955年10月の日本社会党の左派・右派の再統一を機に『社会新報』と改題して、ブランケット判2ページの無料の週刊紙として発行された。その5年後の1960年、『社会新報』は有料で週刊のブランケット判4ページの発行となり、1966年から週2回刊・ブランケット判8ページに移行した。それ以来、週2回刊が続き、2002年6月に週刊・タブロイド判16ページに移行、現在は週刊・タブロイド判8ページ。

## 政治宣伝の媒体としての概要
発行部数は、日本社会党時代を含め、最盛期が56万部、2006年11月時点で15万部。購読者は地域により大きな偏りがあり、炭労と国労が強い影響力を持っていた産炭地の北海道の空知地方や福岡県の筑豊地方では広く読まれた。かつて本紙にはブロック単位で地方のページがあった。長年にわたり「日刊化」が検討され、左派社会党の準機関紙『社会タイムス』が2年2か月間、日刊紙として発行されたが、その挫折以降、日刊化を復活することができず、1996年の日本社会党の3分裂（民主党・社会民主党・新社会党）へと至った。社民党機関紙として『社会新報』は週刊紙としてタブロイド判8ページで発行を続け現在に至っている。国政選挙・地方選挙などの公示前に政策を紹介する号外も発行される。また、各地方組織が発行する「社会新報」の地方版が存在する。社民党が強い地域では「社会新報まつり」などのイベントも行われる。
機関紙誌に大企業の広告掲載を認めない方針をとっていたが、1987年度からは内規を決めたうえで、大企業広告を掲載した。『社会新報』で初めての大企業広告は、1987年7月28日付に掲載された資生堂の広告であった。
かつての発行元は日本社会党機関紙局で（当時の1面）、現在は社会民主党全国連合機関紙宣伝局が担っている。月額720円（送料＋168円）。定期購読の契約（半年または1年）をすれば、党員に限らず誰でも購読することができる。党員や協力党員などが購読する場合は、地域・職域の総分局・分局が発送事務を行い、部数に応じて全国連合から還元金や助成金が支給される（2010年現在の1面）。
社会党時代は40万部を維持していたが、1996年の民主党・社民党・新社会党の3分裂により、部数を大幅に減らした。党勢の衰退と党員の高齢化により配布体制が弱体化したものの、2011年時点では公称14万部を維持していた。これは全国に根強い「新報ファン」が存在するためであり、社民党の財政・党勢維持の強力な基盤となっている。近年の紙面では福島瑞穂党首が文化人などと語り合う連載「福島みずほ いのちの対談」は、単行本にまとめられた。そのほか、2007年秋に起きた守屋武昌防衛事務次官と防衛商社山田洋行による贈収賄事件や(社)日米平和・文化交流協会の秋山直紀専務理事による巨額脱税事件などでスクープ記事を掲載した。また、1～3面の政治記事では詳細な国会報告が掲載される。早野透のコラム「政治を読み解く」欄や、宇野雄の経済コラム、海外通信員・上野清士の中南米リポートなどが掲載されている。
2010年1月、第12回定期全国大会で採択された第1号議案の中で「大幅な紙面改革を早い時期に実施」することが決定され、これにもとづき、2010年3月3日付（第4579号）で、紙面改革を行った（題字・レイアウトの変更、文字の拡大、読者欄の衣替え、自治体ページの新設）。タブロイド判・16ページ・黒青2色刷り。
紙面印刷は、「株式会社印刷センター」（現・株式会社広報ブレイス）が行っている。社民党全国連合と同じく社会文化会館に入居していたが、2013年の社会文化会館の解体により党本部が永田町ビル（千代田区永田町2-4-3）の賃貸フロアに転居。広報ブレイスは東京都板橋区新河岸１－７－７に移転。営業本部は東京都千代田区一ツ橋２－６－２に移転。党本部はさらに2017年にはマルキ榎本ビル5・6階（中央区湊3-18-17）に再度移転した。2020年11月の臨時党全国大会で立憲民主党への合流を容認する議案を僅差で可決し、党が分裂した。その結果、機関紙誌は大幅な部数減少を余儀なくされ、2021年3月末時点で社会新報は5万部となった。

## 歴代機関紙局長・編集長
歴代機関紙局長（1960年代以降）
- 戸叶武
- 赤松勇
- 田中織之進
- 淡谷悠蔵
- 森永栄悦
- 山本政弘
- 大塚俊雄
- 高木政勝
- 市川博美
- 中川直人
- 横田昌三
- 中島修

歴代編集長(1960年代以降)
- 後藤茂
- 中原博次
- 大塚俊雄
- 温井寛
- 園田原三
- 石田武
- 桝村実
- 福田誠之郎
- 菊池広人
- 曽戸正明
- 矢嶋傑
- 田中稔

## 内容（過去に掲載された記事も含む）
- 政局や社民党の街頭宣伝活動等の速報
- 連載マンガ「どとうの父さん」（たかはしさとる）
- 松本清張の小説『中央流沙』（1965年から1966年まで連載）
- 「雨宮処凛のかりんと直言」
- 早野透の連載コラム「政治を読み解く」
- 佐高信の連載コラム「佐高信の視点」

## 東京新報
1971年、日本社会党東京都本部の機関紙として「東京新報」が創刊。1976年、「東京新報社」として独立し、発行されるようになった。